# Seconda battaglia della Sambre
La Seconda battaglia della Sambre, che comprende anche la Seconda battaglia di Guise (in francese, 2ème Bataille de Guise) e la Battaglia di Thiérache (in francese, Bataille de Thiérache), fu combattuta il 4 novembre 1918 e fu l'ultima parte dell'offensiva finale degli Alleati sul Fronte occidentale, durante la prima guerra mondiale.

## Antefatti
Al fronte, la resistenza opposta dalle armate tedesche stava rapidamente scemando. Durante il cosiddetto "Inseguimento verso la Selle" era stato catturato un numero di prigionieri senza precedenti, così fu rapidamente pianificato un nuovo attacco. La 1re armée francese e le inglesi First, Third e Fourth Army furono raggruppate e fu ordinato loro di avanzare da sud del Canale di Condé lungo un fronte di quasi 50 km, in direzione di Mons e di Maubeuge, minacciando così anche la città di Namur. Qualora fosse stata un successo, questa azione, in unione con le forze statunitensi che in quel momento stavano sfondando le linee nemiche nella foresta dell'Argonne, avrebbe definitivamente eliminato ogni possibilità che i Tedeschi riuscissero a ricreare una linea difensiva lungo la Mosa.
All'alba del 4 novembre 1918, 17 divisioni inglesi ed 11 divisioni francesi guidarono l'attacco. Il Tank Corps, seriamente provato dagli scontri che aveva dovuto affrontare, supportò l'offensiva con solo 37 carri armati.

## La battaglia
La prima barriera che dovette essere superata dalla forza d'attacco nord era il canale della Sambre, che aveva una profondità che variava dai 18 ai 21 metri, e il terreno acquitrinoso circostante. Proprio in questi luoghi la BEF aveva combattuto più di quattro anni prima. Il IX e il XIII Corps raggiunsero per primi il canale. I cannoni tedeschi aprirono rapidamente il fuoco sugli attaccanti, mentre i genieri posizionavano le strutture per attraversare il canale. La 1st e la 32nd Division, appartenenti al IX Corps, persero circa 1 150 uomini nell'attraversamento. Anche dopo l'attraversamento le forze tedesche opposero una certa resistenza in profondità tra i piccoli villaggi e i campi, e fino a mezzogiorno la breccia, profonda 3,2 km e larga 24 km, non fu messa in sicurezza.
Più a nord, i soldati dei IV e V Corps attaccarono nella Forêt de Mormal. Nei pressi di Le Quesnoy, la difesa tedesca era del tutto casuale: i soldati del 13th Royal Welsh Fusiliers non ebbero bisogno di usare le loro armi, mentre il 9th Battalion della 17th Division perse tutti i suoi uomini, eccetto due ufficiali e 226 uomini (su un totale di 583 soldati). Nonostante questo, l'avanzata continuò e gli obiettivi della battaglia furono raggiunti durante la giornata del 4 novembre o il giorno successivo.
Più a sud, la 1re armée francese attaccò, catturandolo, il comune di Guise (durante la Seconda battaglia di Guise) e quello di Origny-en-Thiérache (durante la Battaglia di Thiérache).
Questa operazione risultò nella creazione di una testa di ponte lunga circa 80 km larga circa 5 km.
Da questo punto, gli Alleati avanzarono inesorabilmente nel nord del fronte, a volte più di cinque miglia al giorno, fino a quando non si fermarono, l'11 novembre, in seguito alla firma dell'armistizio di Compiègne: in quel momento la linea Alleata andava da Gand, attraverso Hourain, Bauffe, Havre, fino quasi a Consoire, e Sivry.

## Curiosità
Durante questi scontri trovò la morte il poeta inglese Wilfred Owen.